# Carl Corazzini
Carl Corazzini (* 21. April 1979 in Framingham, Massachusetts) ist ein US-amerikanischer Eishockeyspieler, der zuletzt in der Saison 2010/11 für die Straubing Tigers aus der Deutschen Eishockey Liga spielte.

## Karriere
Corazzini begann seine Karriere im High School Hockey-Team von St. Sebastian’s Arrows, bevor er 1997 zum Team der Boston University wechselte und dort vier Jahre spielte. In seinem Debütjahr wurde er in das Hockey East All-Rookie Team gewählt. Nach seinem Abschluss unterzeichnete er als Free Agent einen Vertrag bei den Boston Bruins und kam zunächst bei deren Farmteams, den Providence Bruins und den Atlantic City Boardwalk Bullies, zum Einsatz. In der Saison 2003/04 lief der Stürmer erstmals für die Boston Bruins auf und schoss dort in zwölf Spielen zwei Tore, wurde aber vorwiegend im AHL-Team in Providence eingesetzt.
Während der Saison 2004/05 wurde Corazzini von den Hershey Bears verpflichtet, wo er in 52 Spielen auf 23 Scorerpunkte kam. Nach der Spielzeit ging er als Free Agent zum Ligakonkurrenten Norfolk Admirals, bei denen er in der Spielzeit 2006/07 wieder in der National Hockey League bei den Chicago Blackhawks eingesetzt wurde. Nachdem sein Vertrag ausgelaufen war, unterschrieb der Center 2007 bei den Detroit Red Wings, wurde jedoch ausschließlich bei den Grand Rapids Griffins eingesetzt. Mit Ende der Spielzeit sicherten sich die Edmonton Oilers seine Dienste und transferierten ihn zu deren Farmteam Springfield Falcons, die er nach einem Jahr wiederum verließ und zu den Peoria Rivermen wechselte.
Im Jahr 2009 ging der Rechtsschütze erstmals nach Europa und heuerte dort beim schwedischen Zweitligisten VIK Västerås HK an, die er nach fünf Spielen jedoch wieder in Richtung Pelicans Lahti aus der finnischen SM-liiga verließ. Kurz vor Ende der Wechselfrist im Januar 2010 verpflichtete der ERC Ingolstadt den Stürmer. Dort kam er in 25 Spielen auf acht Tore und sechs Vorlagen. In der Saison 2010/11 spielte Corazzini bei den Straubing Tigers.

## Erfolge und Auszeichnungen
- 1998 Hockey East All-Rookie Team
- 2001 Hockey East First All-Star Team
- 2001 NCAA East Second All-American Team

## Karrierestatistik
(Legende zur Spielerstatistik: Sp oder GP = absolvierte Spiele; T oder G = erzielte Tore; V oder A = erzielte Assists; Pkt oder Pts = erzielte Scorerpunkte; SM oder PIM = erhaltene Strafminuten; +/− = Plus/Minus-Bilanz; PP = erzielte Überzahltore; SH = erzielte Unterzahltore; GW = erzielte Siegtore; 1 Play-downs/Relegation; Kursiv: Statistik nicht vollständig)